# Owen Arthur
Owen Seymour Arthur (Bridgetown, 17 de octubre de 1949-Ib., 27 de julio de 2020) fue un economista y político barbadense, primer ministro de Barbados desde el 6 de septiembre de 1994 hasta el 15 de enero de 2008.

## Carrera política
Fue el líder del Partido Laborista de Barbados, que le llevó a la victoria en las elecciones de septiembre de 1994. Ganó de nuevo los comicios de enero de 1999 y mayo de 2003.
Owen Arthur estudió en la Universidad de las Indias Occidentales (con campus en Barbados y Jamaica), donde obtuvo una licenciatura en económicas e historia en 1971 y un máster en económicas en 1974. Después de graduarse realizó oposiciones para entrar a formar parte de la Agencia de Planificación Nacional de Jamaica y del Instituto de Bauxita de Jamaica. En 1981 entró en el Ministerio de Finanzas y Planificación de Barbados.
En las elecciones generales de enero de 2008, su partido perdió ante el Partido Laborista Democrático de Barbados. Arthur dejó su cargo el 14 de enero de 2008 y David Thompson fue nombrado nuevo primer ministro de Barbados.
Fue elegido para el Senado de Barbados en 1983 y para la Asamblea en 1984. Ejerció como líder de la oposición en 1993.
Owen Seymour falleció a los setenta años en el Hospital Queen Elizabeth, en Bridgetown (Barbados). Había sido ingresado una semana antes a causa de complicaciones cardiacas.

## Vida personal
Estuvo casado con Julie. El matrimonio tenía dos hijas: Leah y Sabrina.
Falleció el 27 de julio de 2020 a los setenta años en el hospital Queen Elizabeth de Bridgetown a causa de complicaciones cardiovasculares.